# Mubarak Mustafa
Mubarak Mustafa Fazli Noorallah (arab. ‏‏مبارك مصطفى‎; ur. 20 marca 1973 w Dosze) – katarski piłkarz i analityk sportowy. Grał na pozycji napastnika.

## Sukcesy

### Al-Arabi SC
- Mistrzostwo Kataru: 1990/91, 1992/93, 1993/94, 1995/96, 1996/97
- Finalista Klubowych Mistrzostw Azji: 1994/95
- Puchar Kataru: 1997
- Puchar Szejka Jassema: 1995
- Puchar Emira Kataru: 1993

### Al-Khor SC
- Puchar Kataru: 2005

### Indywidualne
- Król strzelców Qatar Stars League: 1991/92 (8 goli), 1992/93 (9 goli), 1996/97 (11 goli)[2]
- Król strzelców Pucharu Zatoki Perskiej: 1992 (3 gole)[3]

### Wyróżnienia
- Najlepszy zawodnik Pucharu Zatoki Perskiej: 1992[3]
- Arabski Złoty But(inne języki): 1992/93
- Arabski Piłkarz Roku: 1993
- MVP Pucharu Narodów Arabskich: 1998
- Nagroda Fair Play według International Fair Play Committee: 2005
- Nagroda dla Idealnego Gracza według MKOl: 2009[4]